# Cerf rusa
Cervus timorensis
Espèce
Synonymes
Statut de conservation UICN

 VU  : Vulnérable
Le cerf rusa (Cervus timorensis ou Rusa timorensis), aussi appelé cerf de Java, est une espèce du genre Cervus vivant sur l'île de Java.

Le cerf de Java est sur la liste rouge des espèces menacées par l'Union internationale pour la conservation de la nature (UICN) éditée en septembre 2008.

## Introductions
Introduit en 1870 en Nouvelle-Calédonie, il est actuellement présent uniquement sur la Grande Terre.
Il dévore feuilles et écorce des arbres, menaçant un certain nombre d'espèces endémiques.

Par conséquent, il est considéré comme une espèce envahissante dans le pays.
Sa population en Nouvelle-Calédonie est probablement comprise entre 200 000 et 300 000 individus, et semble continuer de croître en raison d'une absence de prédateurs (sauf l'homme).
Le cerf est largement chassé par les Calédoniens et constitue une importante source alimentaire ainsi que le cochon sauvage ou feral , avec une viande rouge de bonne qualité et moins grasse que le bœuf. Le cerf fait d'ailleurs partie intégrante de la cuisine calédonienne. Hormis la chasse, quelques élevages ont également été mis en place sur la Grande Terre. Des actions ont été entreprises pour tenter de limiter sa prolifération (prime à la mâchoire, par exemple), sans beaucoup de succès pour le moment, la taille du pays et la faible population humaine permettant aux cerfs de se déplacer facilement loin des zones habitées,.
Il a été également introduit au milieu du XVIIe siècle à l'île Maurice pour la chasse. Après avoir menacé certaines zones montagneuses du pays, il est aujourd'hui cantonné à certaines réserves naturelles pour éviter sa prolifération.
Il a également été introduit à l'île de la Réunion dans les années 1980 par un groupement d'éleveur dont faisait partie la famille de Palmas dont l'élevage, toujours présent aujourd'hui, porte le nom de Moka de Palmas situé à Sainte-Marie et offrant aux cerfs la possibilité d'évoluer en toute liberté dans le domaine. 

## Photos

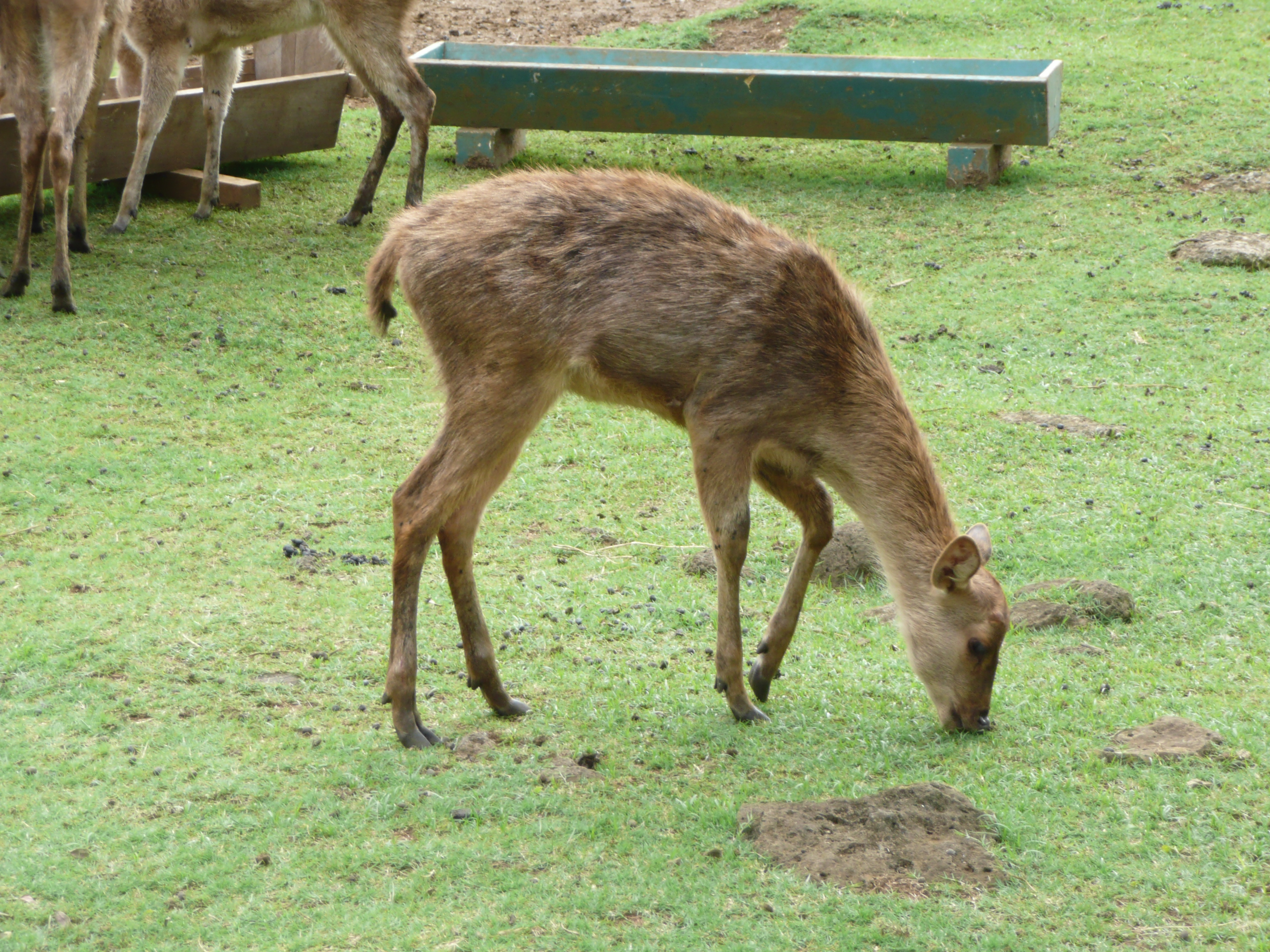
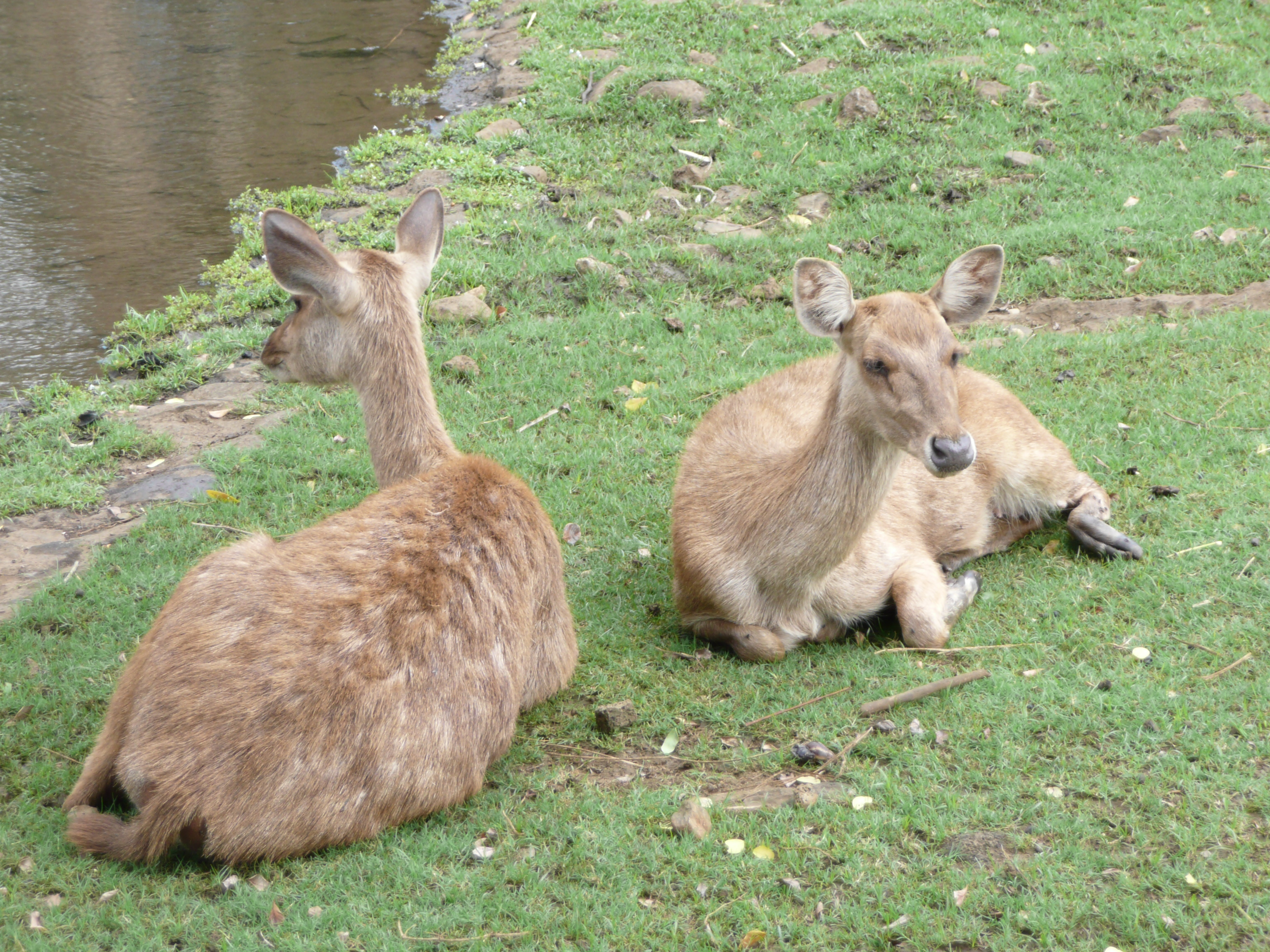
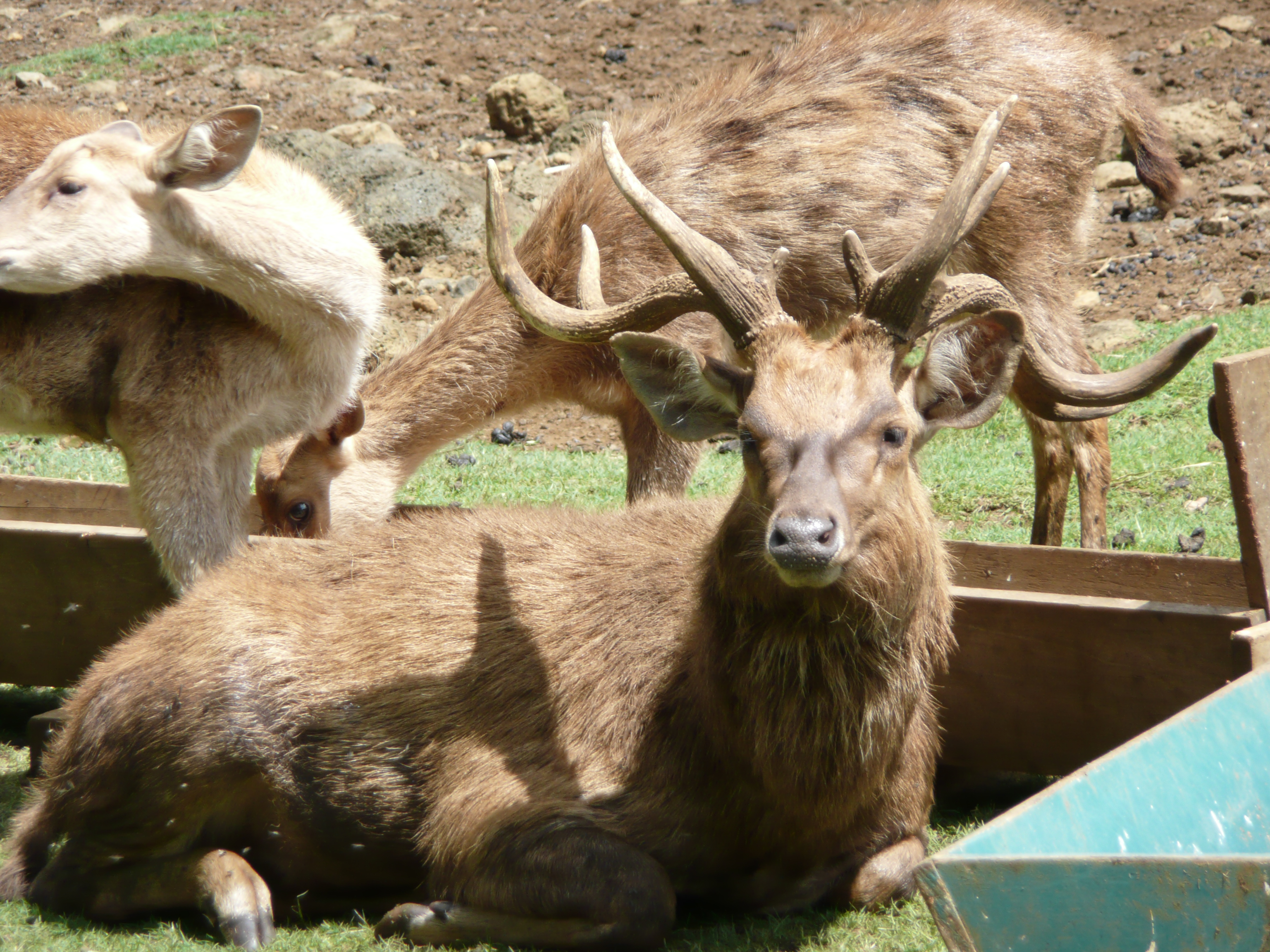
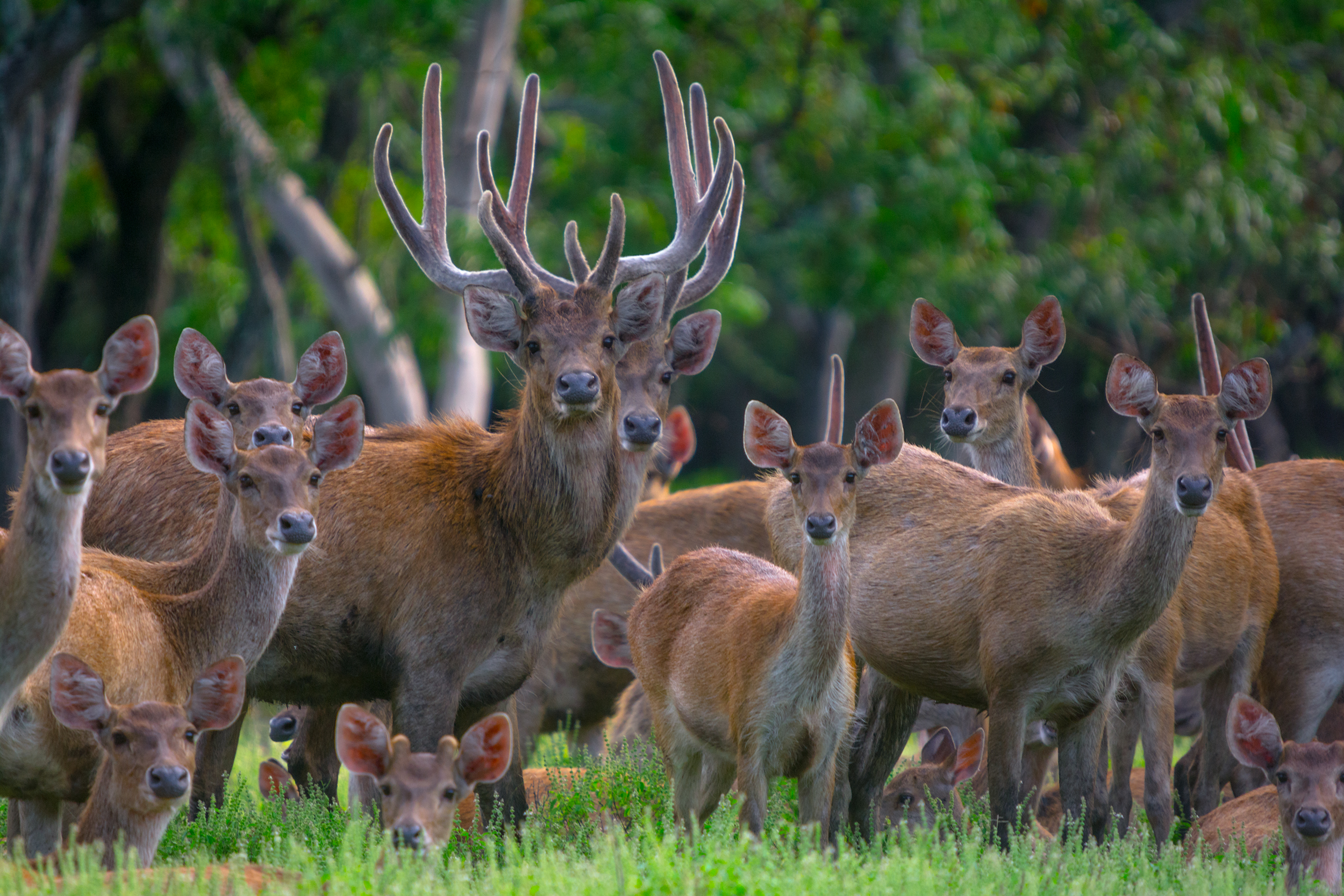